# Liste des partis politiques au Pérou
Le Pérou a un système politique multipartite, avec plusieurs partis politiques qui luttent lors d'élections organisées selon un scrutin proportionnel plurinominal. Il est par conséquent rare qu'une organisation politique remporte à elle seule la majorité absolue au Congrès du Pérou, ce qui amène à des alliances et à des gouvernements de coalition.

## Partis politiques actuellement représentés auCongrès du Pérou
Les partis suivants ont obtenu des élus lors des élections législatives de 2021:

Le Congrès 2021.

- Pérou libre (37)
- Force populaire (24)
- Action populaire (16)
- Alliance pour le progrès (15)
- Rénovation populaire (13)

- En avant pays (7)
- Ensemble pour le Pérou (5)
- Nous sommes le Pérou (5)
- Podemos Perú (5)
- Parti violet (3)

## Autres partis politiques
- Justice nationale
- Parti communiste du Pérou - Patrie rouge
- Parti communiste péruvien
- Parti démocrate-chrétien du Pérou
- Parti nationaliste péruvien (PNP)
- Rénovation nationale
- Restauration nationale
- Solidarité nationale (PSN)
- Pérou possible

## Partis politiques historiques
- Alliance pour l'avenir (coalition de Cambio 90 et de Nueva Mayoría, 2006-2010)
- Front du centre (coalition d'Acción Popular, de Somos Perú et de la Coordinadora Nacional de Independientes, 2000-2006)
- Unité nationale (coalition du PPC et du PSN, 2000-2008) ;
- Union nationale odriiste
- Front démocratique (Fredemo)